# Leopold Otto von Gaudi

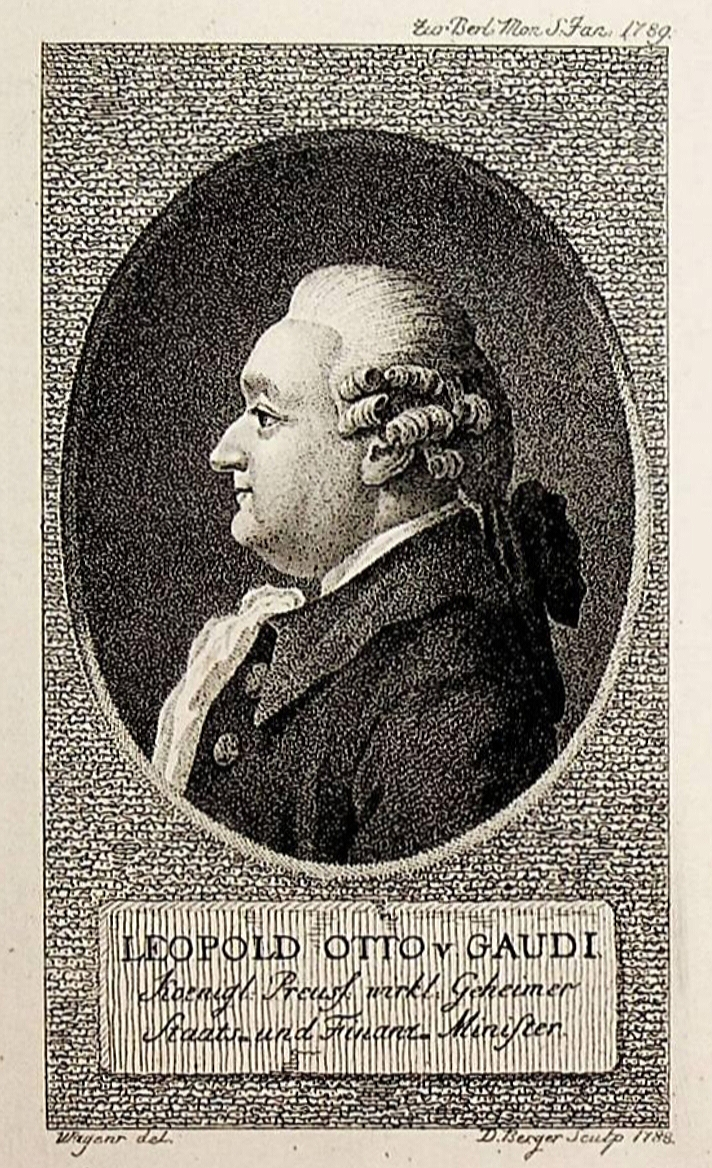
Leopold Otto von Gaudi, 1788

Leopold Otto Freiherr von Gaudi (* 2. April 1728 in Spandau; † 11. September 1789 in Berlin) war ein preußischer Wirklicher Geheimer Staats-, Kriegs- und Finanzminister beim Generaldirektorium, sowie Chef des Departements für Ost- und Westpreußen.

## Leben

### Herkunft und Familie

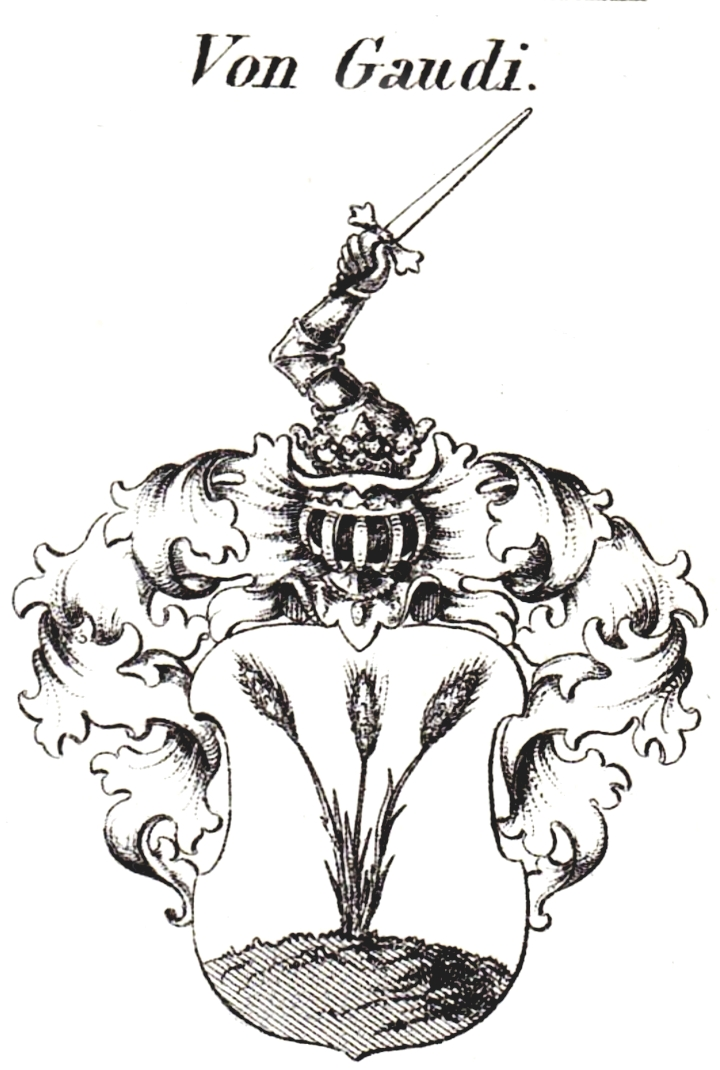
Wappen derer von Gaudi

Leopold Otto entstammte der preußischen Adelsfamilie von Gaudy. Seine Eltern waren der Erbherr auf Paddeim und Laukischken, sowie Oberst und Kommandeur des Infanterieregimentes Nr. 2 Andreas Ernst von Gaudi (1686–1745) und Maria Elisabeth von Grävenitz (1691–1774). Der preußische Kammerdirektor Carl Friedrich Ludwig von Gaudi (1734–1784) und der ebenfalls preußische Generalleutnant Friedrich Wilhelm von Gaudi (1725–1788) waren seine Brüder.
Er vermählte sich 1788 in Berlin in dritter Ehe mit Louise Freiin von Viereck (1745–1806). Aus einer früheren Heirat hatte er die Tochter Marie Amalie Charlotte von Gaudi (1768–1786).

### Werdegang
Gaudi begann seine Laufbahn in der preußischen Armee im Infanterieregiment „von Puttkamer“, avancierte dann im Infanterieregiment „von Schlichting“ zum Leutnant und hat als solcher 1757 seinen Abschied erhalten.
Hiernach zog er sich auf sein Gut Pellen zurück, um dieses zu bewirtschaften. Im Jahre 1768 wurde er Direktor der Feuersozietät im Kreis Brandenburg-Neuhausen. Schließlich fand er 1770 Anstellung als Interimspräsident bei der Magdeburgischen Kriegs- und Domänenkammer. Seit November 1775 war er Minister im Generaldirektorium mit Zuständigkeit für Ost- und Westpreußen. 1786 wurde er in den preußischen Freiherrnstand gehoben. In Anerkennung seiner Verdienste wurde er im Dezember als Amtshauptmann in Fischhausen versorgt.

## Tod und Grabstätte
Leopold Otto von Gaudi starb im September 1789 im Alter von 61 Jahren in Berlin. Das Begräbnis fand auf dem Friedhof I der Jerusalems- und Neuen Kirchengemeinde vor dem Halleschen Tor statt. Gaudi wurde neben seiner jung verstorbenen Tochter Marie Amalie Charlotte (1768–1786) beigesetzt.
Die beiden Grabstätten im Feld 2/3 zählen nicht nur zu den ältesten erhaltenen auf dem Friedhof, sondern auch zu den bemerkenswerten dortigen Beispielen der Sepulkralkultur. Das Grab von Leopold Otto von Gaudi wird von einer Sandsteinsäule markiert, die von einer Schmuckurne bekrönt ist. Um das Grabmonument vor den schwersten Witterungseinflüssen zu schützen, ist in neuerer Zeit eine Überdachung konstruiert worden.